# Берд (місто)
Берд (вірм. Բերդ) — місто на північному сході Вірменії, розташоване у марзі (області) Тавуш.

## Етимологія
Дослівно з вірменської «Берд» перекладається, як «фортеця». Назва з’явилася через розташовану неподалік фортецю Тавуш, від якої і походить назва марзу.

## Географія
Розташований на лівому березі річки Тавуш, за 211 км від Єревана. Місто оточене невисокими горами. Поблизу міста розташовані руїни фортеці Тавуш (X століття), храми Нор-Варагаванк і Хоранашат (XII століття), Циклопічна фортеця (I тис. до н. е.) та музей міста.

## Економіка
Берд — центр сільськогосподарського району. В околицях міста вирощують фрукти, тютюн та інші культури. Розвинена м'ясомолочна промисловість і виноробство, бджільництво, є зерносховище.